# Eine Reise ins Glück
Eine Reise ins Glück ist eine deutsche Filmkomödie von Wolfgang Schleif aus dem Jahr 1958.

## Handlung
Die Weinstube Loreley am Rhein von Renate, ihrem Onkel Eberwein und Kellner Otto steckt in finanziellen Schwierigkeiten. Selbst der Kuckuck der Kuckucksuhr ist bereits mit einem Kuckuck des Gerichtsvollziehers beklebt und so ist die Versteigerung des Inventars schon in Reichweite, als Renate erfährt, dass sie in Italien ein Weingut geerbt hat. Alle drei beschließen, das Weingut im kleinen Dorf Nipozzano aufzusuchen.
Über Umwege – sie haben kein Geld für Benzin und lassen sich daher den ganzen Weg nach Italien von verschiedenen Leuten abschleppen – gelangen sie nach Nipozzano. Auch ein kurzer Zwischenfall mit einem unfreundlichen Autofahrer kann dabei ihre gute Laune nicht vertreiben. Stutzig macht sie jedoch, dass schon der blasierte Notar ihnen zu verstehen gibt, dass sie das Weingut schnellstens verkaufen sollten, da es verfallen sei und es nachts darin spuke. Er habe sogar schon einen Interessenten da – die drei wissen nicht, dass es sich dabei um Romeo Brandolini handelt, der ihnen als unfreundlicher Autofahrer kurz vorher negativ aufgefallen war. Das Weingut wiederum hat Romeo durch den Verwalter Beppone verunstalten lassen, um die Erbin abzuschrecken und so einen günstigen Kaufpreis zu erzielen.
Tatsächlich sind Renate, Onkel Eberwein und Otto zunächst entsetzt, gibt es doch nicht einmal Möbel im Gutshaus. Sie packen dennoch an und bringen das Gut auf Vordermann. Beppones Tochter Claudia verrät ihnen schließlich, dass sich sämtliche Möbel und Bilder auf dem Dachboden befinden. Claudia hat ganz andere Sorgen. Sie liebt den Lehrer Riccardo, der auf Dorffesten auch als Sänger auftritt, doch ist Riccardo ihrem Vater nicht gut genug. Der hofft, durch die Zusammenarbeit mit Romeo Brandolini genug Geld zu verdienen, um Claudia zu einer guten Partie zu machen. Die hat daran jedoch kein Interesse und versucht nun, gemeinsam mit Riccardo die Pläne ihres Vaters zu durchkreuzen. Auch Romeos Pläne werden argwöhnisch betrachtet: Sein Bruder Carlo hat sich in Renate verliebt und stellt das Herz an erste Stelle, während es Romeo immer nur ums Geld geht. Als Carlo hört, dass Renate bei den Banken in Florenz keinen Kredit erhalten hat, um das Weingut auf Vordermann zu bringen, leiht er ihr Geld. Er weiß, dass sie auf die Brandolinis nicht gut zu sprechen ist, da sie inzwischen herausbekommen hat, was Romeo für Tricks anwenden wollte, um sie zum Verkauf zu bringen. Auch ihn verdächtigt sie des falschen Spiels. Er lässt daher den Pfarrer Filippo das Geld überbringen, der es als Pfarrvermögen ausgibt.
Romeo sieht seine Erfolgschancen schwinden, das Gut zu erwerben. Ihm geht es sowieso weniger um den Grund und Boden, als vielmehr um einen geheimen Kellerraum, in dem riesige Fässer voll alten Weins lagern sollen. Er durchbricht nachts gemeinsam mit Beppone eine Kellerwand, um zu den Fässern zu gelangen. Da Claudia und Riccardo wissen, dass Beppone bei einem Gelingen des Einbruchs zu viel Geld kommen könnte, wecken sie mit allerlei Tricks Onkel Eberwein und Otto, die denken, dass es spukt. Sie folgen den Stimmen im Keller und verjagen schließlich Romeo und Beppone, die ihrerseits an Geister glauben. Durch das Entdecken des Weines gelangen Renate, Onkel Eberwein und Otto zu Geld und können ihre Schulden an Pfarrer Filippo zurückzahlen. Mit zusätzlichen Spenden Renates und dem Geld Carlos kauft Filippo eine neue Kirchglocke, die zum Weinfest im Dorf eingeweiht wird.
Auf dem Fest gelingt es Claudia, Romeo auf ihre Seite zu ziehen. Er bringt Beppone dazu, seine Einwilligung in eine Hochzeit von Claudia und Riccardo zu geben. Filippo wiederum will nun Renate und Carlo versöhnen. Ein erzwungener gemeinsamer Tanz beider Glockenspender bringt keinen Erfolg und so eröffnet Filippo schließlich Renate, dass eigentlich Carlo ihr das Geld geliehen hat, das sie für einen Wiederaufbau des Weinguts brauchte. Renate und Carlo werden nun ein Paar.

## Produktion

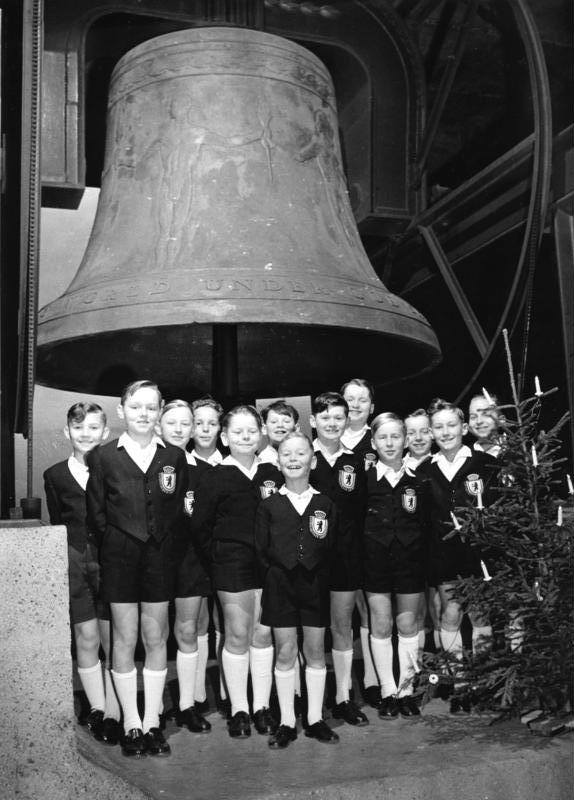
Die im Film auftretenden Schöneberger Sängerknaben zur Premierenzeit im Dezember 1958

Die Dreharbeiten fanden in Florenz und Umgebung und in den CCC-Studios Berlin-Spandau statt. Der Arbeitstitel des Films lautete Ja, ja der Chiantiwein.
Uraufführung des Films war am 18. Dezember 1958 im Nürnberger Admiral-Palast.
Teddy Reno singt im Film die Schlager Eine Reise ins Glück, die deutsche Version des Titels Sail Along Silv’ry Moon, Piccolissima Serenata, Ja, ja der Chiantiwein und Das kleine Dorf (Am Absatz von Italien). Die Schul- und Chorjungen, die ihn bei einigen Schlagern gesanglich unterstützten, wurden von den Schöneberger Sängerknaben dargestellt.

## Kritik
Das Lexikon des internationalen Films sah in Eine Reise ins Glück „ein mühsam erdachtes Lustspiel, das sich auf erprobte Albernheiten und italienische Landschaftsbilder verläßt.“ Der film-dienst bezeichnete den Film als „Erbschafts-, Gauner- und Liebesgeschichte, die mit albernem Klamauk und italienischen Landschaftsbildern gespickt ist.“
Cinema befand: „Eher eine Reise in die Mottenkiste, denn ins Glück. Fazit: Noch unlustiger als die ‚Toskana-Fraktion‘“.